# Fähre Reichenbach–Engehalbinsel

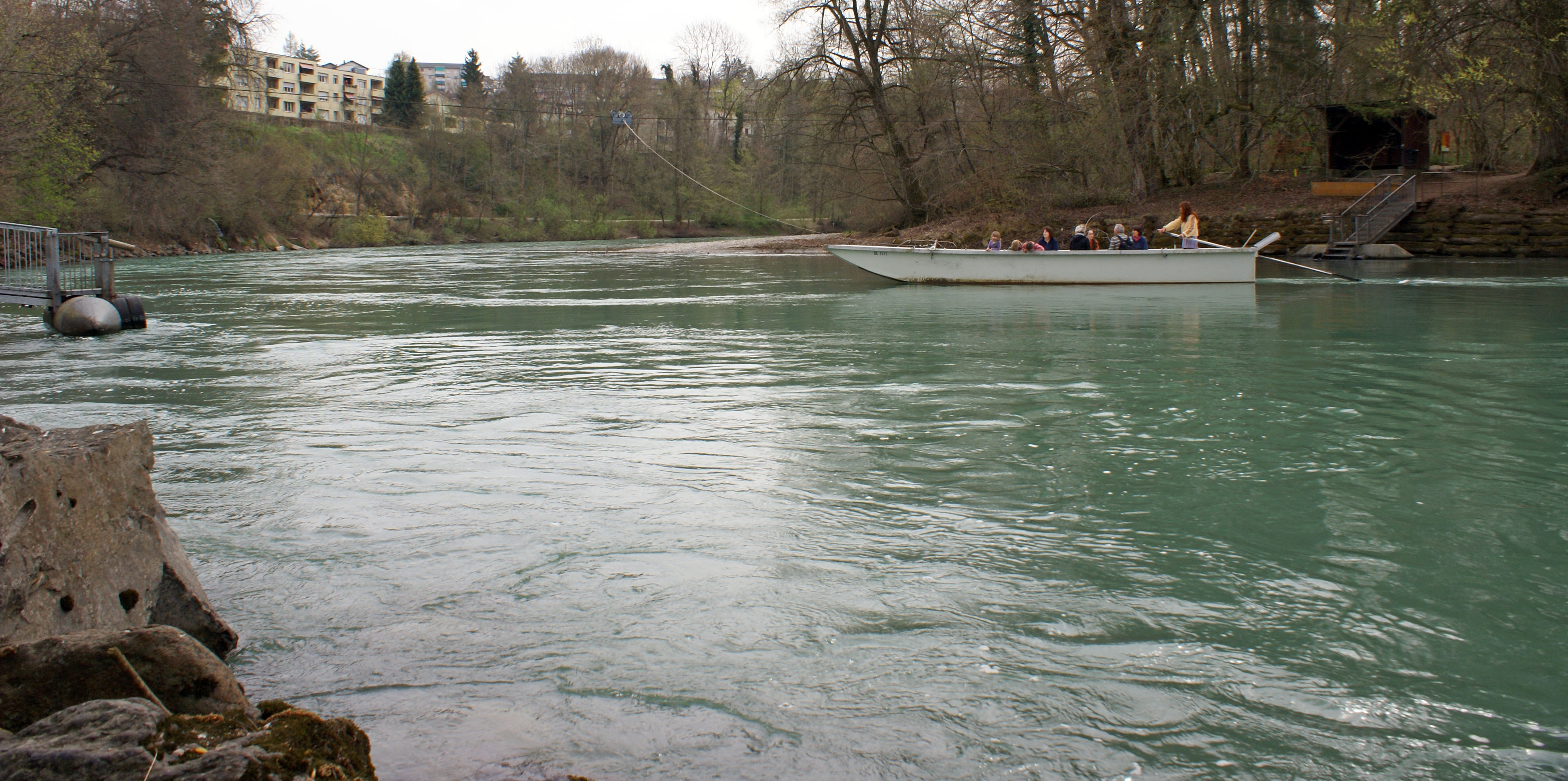
Fähre Reichenbach–Engehalbinsel (2009)

Die Fähre Reichenbach–Engehalbinsel ist eine Personenfähre über die Aare im Schweizer Kanton Bern.
Die Fähre führt von Zollikofen, nördlich der Aare, zur Engehalbinsel der Stadt Bern am Südufer. Die Fähre verkehrt nicht an  Montagen und Dienstagen sowie im Winter.
Sie wurde von der Berner Regierung für den englischen Ministerresidenten John Burnaby eingerichtet, der 1743 das Schloss Reichenbach in Zollikofen als Sommerresidenz mietete.